# Арапски хумор
Арапски хумор (енгл. Arab humor) се односи на различите облике хумора који постоје у арапском свету. Представља важан аспект арапске културе и одражава сложеност и нијансе арапског света. Некада се описује као духовит, паметан и саркастичан. Често укључује игру речима, парономазију и иронију.
Један уобичајени облик арапског хумора је политичка сатира, где се политички лидери и јавне личности исмевају и критикују кроз хумор. Ова врста хумора је честа у телевизијским емисијама, цртаним филмовима и друштвеним мрежама. Арапски хумор често садржи и шале које се заснивају на друштвеним нормама и традицијама и њима се критикују ствари које се сматрају табуом или неконвенционалним. На пример, шале о родним улогама и породичној динамици су уобичајене.

## Историја
Арапски хумор има дугу историју, датира из античких времена. Арапска књижевност, посебно поезија, позната је по употреби хумора. У преисламском добу, песници су користили хумор да критикују и сатиризују своје владаре и друштво у којем су живели. Ова традиција се наставила и у исламској ери, а арапски песник Ал-Мутанаби је био познат по својој употреби сатире и ироније.
У модерно доба, арапски хумор су обликовали политички и друштвени догађаји. Арапско пролеће, на пример, инспирисало је талас политичке сатире и хумора широм арапског света. У земљама попут Египта и Туниса појавиле су се сатиричне телевизијске емисије и налози на друштвеним мрежама користећи хумор да критикују своје владе и лидере.
Упркос својој популарности, арапски хумор је често контроверзан. У неким случајевима је био узрок хапшења и кажњавања затвором. У земљама попут Саудијске Арабије и Уједињених Арапских Емирата, власти су санкционисале комичаре и сатиричаре који су критиковали владу или друштвене норме.